# Neve Gordon
Neve Gordon est un juriste et politologue israélien né en 1965. Il est  professeur de droit international et de droits de l'homme à l'Université Queen Mary à Londres. Il a enseigné à l'Université Ben Gourion du Néguev où il dirige également le Département de sciences politiques et gouvernementales. Il écrit principalement sur des questions concernant le conflit israélo-palestinien et les droits de l'homme. 

## Biographie
Israélien de la troisième génération, Neve Gordon a effectué son service militaire dans une unité de parachutistes de l'armée israélienne. Il fut gravement blessé au combat à Rosh HaNikra et en a gardé un handicap à 42 %. Durant la Première Intifada, il fut directeur de la section israélienne de Physicians for Human Rights et durant la Seconde Intifada, il devint un membre actif de l'ONG Ta'ayush, qui rassemble Juifs et Arabes israéliens. Il soutient la campagne Boycott, désinvestissement et sanctions lancé à Bilbao en 2008 et fait partie du comité de soutien d'Ezra Nawi (en), le militant non-violent arrêté en 2009. À la suite d'une tribune parue en août 2009 dans le Los Angeles Times, en faveur du boycott de l'État d'Israël , Gordon a fait l'objet de pressions, des Juifs californiens ayant menacé de couper les aides à l'Université Ben Gourion; une pétition de soutien a été lancé en sa faveur.
Neve Gordon a obtenu un doctorat de l'université Notre-Dame-du-Lac (Indiana) en 1999 et a été professeur visiteur à l'Université de Californie (Berkeley), l'Université du Michigan (Ann Arbour) et au Watson Institute de l'Université Brown. Il est professeur de droit international et de droits de l'homme à l'Université Queen Mary à Londres. Ses écrits ont été publiés dans The Nation, The Guardian, Ha'aretz, Chicago Tribune, Boston Globe, In These Times, National Catholic Reporter, The Chronicle of Higher Education et CounterPunch.